# Los Puertecitos
Los Puertecitos är en ort i Mexiko.   Den ligger i kommunen Apatzingán och delstaten Michoacán de Ocampo, i den södra delen av landet, 300 km väster om huvudstaden Mexico City. Los Puertecitos ligger 378 meter över havet och antalet invånare är 193.
Terrängen runt Los Puertecitos är platt åt sydost, men åt nordväst är den kuperad. Terrängen runt Los Puertecitos sluttar söderut. Runt Los Puertecitos är det ganska glesbefolkat, med 48 invånare per kvadratkilometer. Närmaste större samhälle är Apatzingán, 7,4 km väster om Los Puertecitos. I omgivningarna runt Los Puertecitos växer huvudsakligen savannskog.